# 川原義朗
川原 義朗（かわはら よしろう、1949年（昭和24年）6月17日 - ）は、日本の政治家。元徳島県東みよし町長（3期）。

## 経歴
徳島県美馬郡三庄村（現・東みよし町）で生まれる。大阪工業大学工学部建築学科卒業。大学卒業後は大阪の建設会社に就職。その後、父が他界し実家の建設業の経営を引き継いだ。
1995年（平成7年）に旧三加茂町教育長に就任。1999年（平成11年）には旧三加茂町長に就任。2006年（平成18年）3月1日に三好町・三加茂町が合併して東みよし町が誕生。同年4月に行われた町長選挙に無投票で初当選した。現在、3期目。
2024年、旭日双光章受章。
これまでに徳島県町村会会長・徳島県治山林道協会副会長・みよし広域連合長・暴力追放三好連合会会長などを歴任。